# Первомайский (Донецкая область)
Первомайский (укр. Первомайський) — посёлок, входящий в Снежнянский городской совет Донецкой области Украины. Находится под контролем самопровозглашённой Донецкой Народной Республики.

## Географическое положение
Посёлок расположен на правом берегу реки под названием Ольховчик (правый приток Миуса).

#### Соседние населённые пункты по странам света
З: Червоный Жовтень
СЗ: город Снежное
С: Первомайское (примыкает), Залесное
СВ: Бражино, Горняцкое, Никифорово, Зрубное, Лиманчук
В: Победа (на левом берегу Ольховчика), Рассыпное
ЮЗ: —
ЮВ: Латышево
Ю: Степановка (ниже по течению Ольховчика)

## История
Поселение возникло в 1910 году.
В 1938 году поселение получило статус поселка городского типа.
В 1982 году здесь действовали кирпичный завод, производственное отделение Снежнянской райсельхозтехники, дом быта, общеобразовательная школа, два медпункта, кинотеатр и библиотека.
В январе 1989 года численность населения составляла 3411 человек.
По состоянию на 1 января 2013 года численность населения составляла 2837 человек.

## Название
Посёлок был назван в честь праздника весны и труда Первомая, отмечаемого в различных странах 1 мая; в СССР он назывался Международным днём солидарности трудящихся.
На территории Украинской ССР имелись 50 населённых населённых пунктов с названием Першотравневое, 27 — с названием Первомайское и несколько посёлков Первомайский, из которых до тридцати находились в 1930-х годах в тогдашней Харьковской области.

## Местный совет
86595, Донецкая обл., Снежнянский городской совет, пгт. Первомайский, ул. В. Буглаева, 12а